# Крайдоролц
Крайдоролц (рум. Craidorolț) — село у повіті Сату-Маре в Румунії. Адміністративний центр комуни Крайдоролц.
Село розташоване на відстані 439 км на північний захід від Бухареста, 24 км на південний захід від Сату-Маре, 115 км на північний захід від Клуж-Напоки.

## Населення
За даними перепису населення 2002 року у селі проживали 1056 осіб.
Національний склад населення села:
| Національність | Кількість осіб | Відсоток |
| -------------- | -------------- | -------- |
| румуни         | 544            | 51,5%    |
| угорці         | 422            | 40,0%    |
| цигани         | 82             | 7,8%     |
| німці          | 8              | 0,8%     |

Рідною мовою назвали:
| Мова      | Кількість осіб | Відсоток |
| --------- | -------------- | -------- |
| румунська | 554            | 52,5%    |
| угорська  | 495            | 46,9%    |
| циганська | 7              | 0,7%     |